# Trichocereinae
Trichocereinae je podtribus kaktusa, dio potporodice Cactoideae. 
Sastoji se od 26 rodova, tipični je Trichocereus (A.Berger) Riccob..

## Rodovi
1. Reicheocactus Backeb. (1 sp.)
2. Harrisia Britton (17 spp.)
3. Echinopsis Zucc. (19 spp.)
4. ×Leucomoza M. H. J. van der Meer (0 sp.)
5. Setiechinopsis (Backeb.) de Haas (1 sp.)
6. Soehrensia Backeb. (23 spp.)
7. Lobivia Britton & Rose (28 spp.)
8. Trichocereus (A. Berger) Riccob. (4 spp.)
9. Leucostele Backeb. (13 spp.)
10. Chamaecereus Britton & Rose (5 spp.)
11. Acanthocalycium Backeb. (5 spp.)
12. Cleistocactus Lem. (19 spp.)
13. Espostoa Britton & Rose (10 spp.)
14. Lasiocereus Ritter (2 spp.)
15. ×Haagespostoa G. D. Rowley (0 sp.)
16. Oreocereus (A. Berger) Riccob. (8 spp.)
17. Cremnocereus M. Lowry, Winberg & Gut. Romero (1 sp.)
18. Haageocereus Backeb. (10 spp.)
19. Borzicactus Riccob. (23 spp.)
20. Matucana Britton & Rose (24 spp.)
21. Mila Britton & Rose (1 sp.)
22. Pygmaeocereus H. Johnson & Backeb. (2 spp.)
23. Rauhocereus Backeb. (1 sp.)
24. Weberbauerocereus Backeb. (7 spp.)
25. Arthrocereus (A. Berger) A. Berger (5 spp.)

## Sinonimi
- Borzicactinae Buxb.
- Echinopsidae (Buxb.) H.Friedrich, nom illeg.
- Echinopsidinae (Buxb.) H.Friedrich, nom illeg.
- Eriocereinae Doweld
- Harrisiae Buxb.